# Джилл Гібсон
Джилл Ґі́бсон (англ. Jill Gibson; нар. 18 червня 1942, Лос-Анджелес) — американська співачка, автор пісень, фотограф, художник та скульптор. В основному вона відома своєю співпрацею з Jan & Dean та тим, що короткий час у 1966 році була членом легендарного рок-гурту The Mamas & the Papas. Вона також була одним з головних фотографів на історичному поп-фестивалі в Монтереї в 1967 році.